# Arborele Wawona

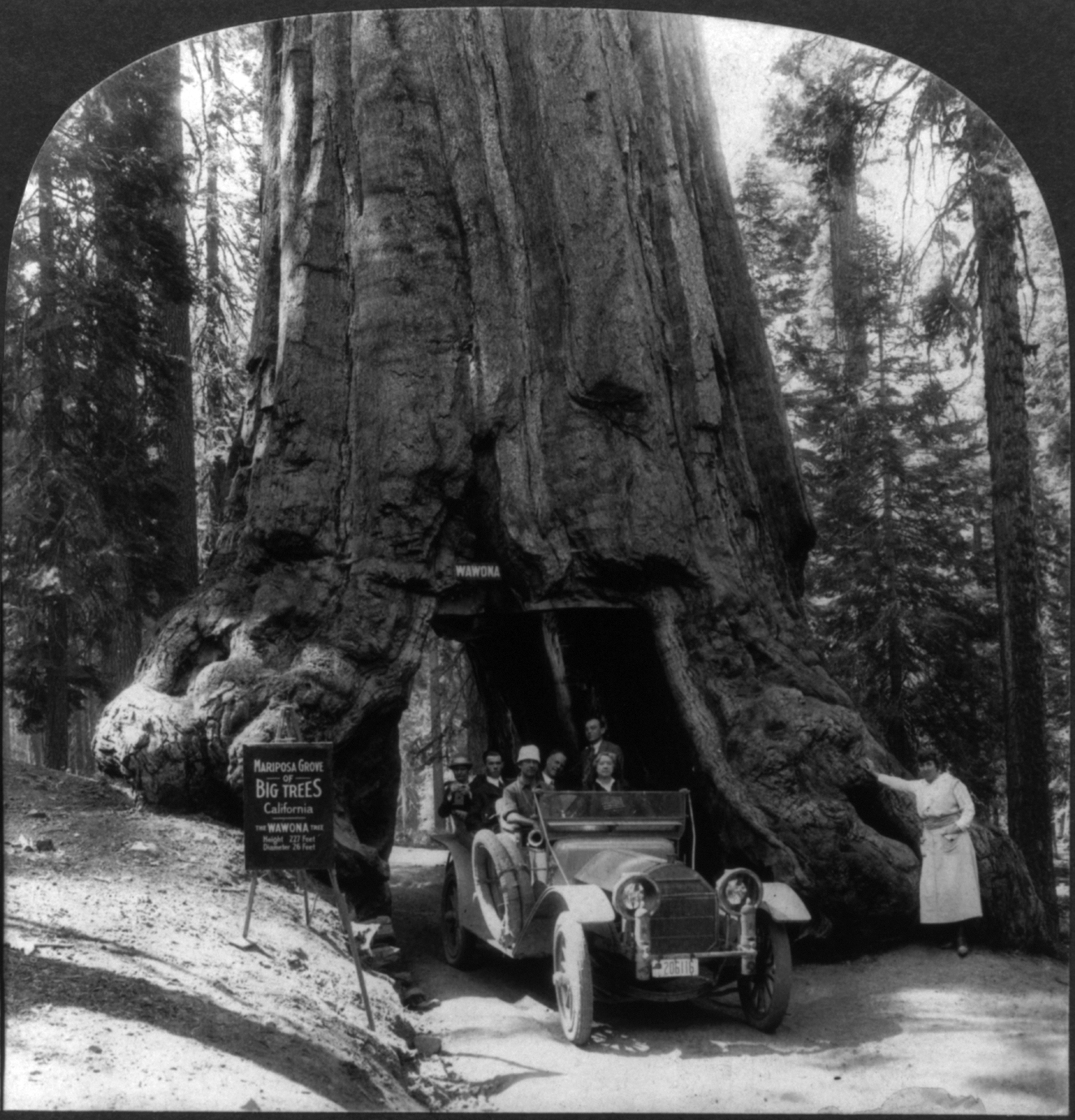
Arborele Wawona în 1918

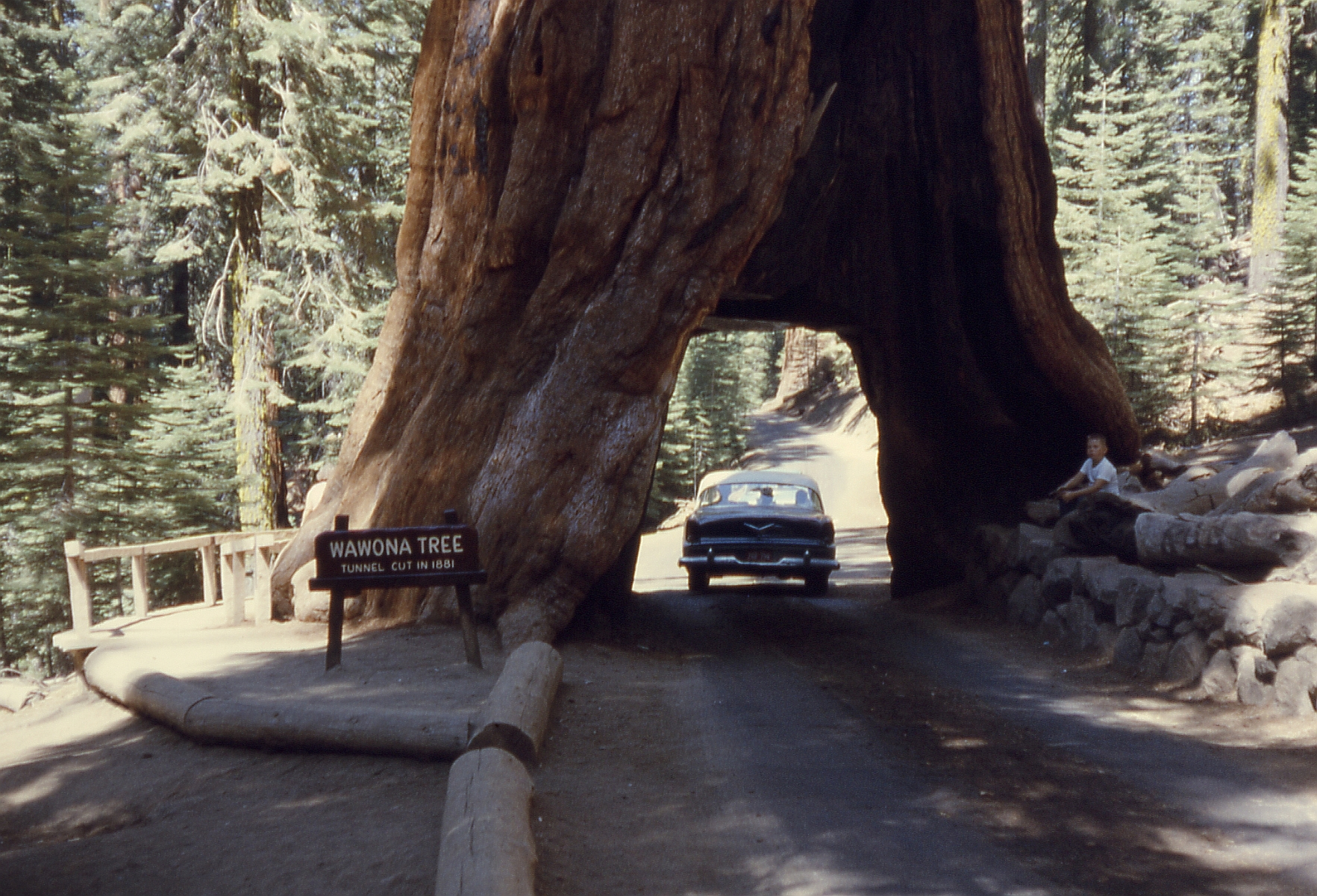
Arborele Wawona în septembrie 1962

Arborele Wawona sau Copacul-tunel Wawona a fost un uriaș arbore din specia Sequoiadendron giganteum, aflat în Parcul Național Yosemite, California. Accesta avea o înălțime de aproape 70 m și o circumferință de circa 27 m.
Diametrul extrem de mare a permis construirea, în 1881, a unui tunel care să îl traverseze și aceasta în scopul facilitării circulației auto dar și pentru a atrage turiști.
În 1969, o ninsoare intensă i-a încărcat coronamentul cu peste două tone de zăpadă și l-a doborât.